# Le Temple-sur-Lot
Le Temple-sur-Lot (okzitanisch: Lo Temple d’Òlt) ist eine französische Stadt mit 1.112 Einwohnern (Stand 1. Januar 2022) im Département Lot-et-Garonne in der Region Nouvelle-Aquitaine (vor 2016 Aquitaine). Die Gemeinde liegt im Arrondissement Villeneuve-sur-Lot und ist Teil des Kantons Le Livradais.

## Geographie
Le Temple-sur-Lot liegt etwa 19 Kilometer nordnordwestlich von Agen am Lot, der die Gemeinde im Norden begrenzt. Im Westen mündet der Zufluss Bausse in den Lot. Le Temple-sur-Lot wird umgeben von den Nachbargemeinden Castelmoron-sur-Lot im Norden und Nordwesten, Fongrave im Norden, Sainte-Livrade-sur-Lot im Osten, Dolmayrac im Osten und Südosten, Montpezat im Süden sowie Granges-sur-Lot im Westen.

## Bevölkerungsentwicklung
| 1962                       | 1968 | 1975 | 1982 | 1990 | 1999 | 2006 | 2018 |
| -------------------------- | ---- | ---- | ---- | ---- | ---- | ---- | ---- |
| 1080                       | 1081 | 970  | 977  | 979  | 862  | 991  | 1038 |
| Quellen: Cassini und INSEE |      |      |      |      |      |      |      |

## Sehenswürdigkeiten
- Kirche Notre-Dame
- Templerkomtur aus dem 13. Jahrhundert